# Дождевой

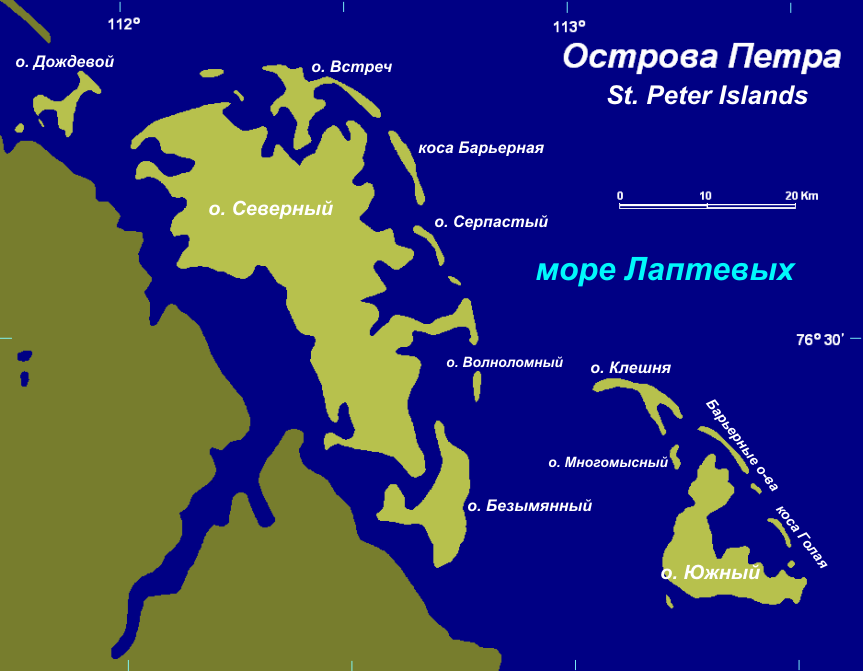

Дождевой — остров в море Лаптевых, относится к группе островов Петра. Расположен в 1,5 км от материка и отделён от него проливом Шлюпочным. Административно входит в состав Красноярского края.
Остров имеет неправильную форму. Расстояние от самой северной точки до самой южной — мыса Перекатного составляет 3,2 км. Длина с запада на восток составляет около 3 км. С севера в остров глубоко вдаётся бухта Дровяная. Поверхность острова покрыта мхами.

## Топографические карты
- Лист карты T-49-XXXIV,XXXV,XXXVI устье р. Неизвестная. Масштаб: 1 : 200 000. Издание 1987 г.